# ポポカテペトル山
ポポカテペトル山（ポポカテペトルさん、スペイン語: Popocatépetl）は、メキシコのメヒコ州、モレロス州、プエブラ州の境界上に存在する活火山である。2020年現在も噴火継続中。山頂の標高は5426m。

## 概要
ポポカテペトル山は、メキシコ国内では、同時に北米の火山では、オリサバ山（5760m）に次いで2番目に標高が高く、北米では5番目に高い山である。この山は、メキシコの首都メキシコシティの南東約70km、プエブラの西約40kmほどに位置し、トランスメキシコ火山帯に属する。
この山の「ポポカテペトル」という名は、ナワトル語で「煙を出す山」「煙を吐く山」といった意味。愛称または短縮名としてエル・ポポ。また別の名称として危険を知らせるために現れた火山の精霊がグレゴリオと名乗ったという伝承と聖グレゴリオとの結びつけからドンゴヨ（グレゴリオの愛称）とも呼ばれる。 ちなみに、この山は円錐形の成層火山であり、見た目が富士山に似ているため、日系人や日本人にはメキシコ富士と呼ばれることもある。この他、この山の付近はメキシコ国内有数の未確認飛行物体が多数目撃される地帯として、UFO研究家などには広く知れている。
なお、ポポカテペトル山は、この山の北に存在するイスタシワトル山と共に、1935年にイスタシワトル・ポポカテペトル国立公園に指定された。一帯は新北区と新熱帯区の2つの生物地理区の境界線付近にあり、マツやオヤメルモミの森林と高山の草原があり、2010年にユネスコの生物圏保護区に指定された。また、ポポカテペトル山には修道院などが存在しており、これらはポポカテペトル山腹の16世紀初頭の修道院群として世界遺産に登録されている。

## 噴火歴
有史以来約30回の噴火記録がある。16世紀に噴火が確認されて以来、これまで15回大きな噴火が確認されている。1993年からは噴火が継続状態となっており、数年おきに小～中程度の噴火をおこす。2000年に噴火した時は、周辺住民約5万人が避難した。
- 2007年
  - 12月1日、水蒸気爆発。火山灰を含んだ水蒸気を、火口から高さ3kmまで噴き上げた[4]。
- 2012年
  - ロイターによると、専門家は2012年にポポカテペトル山の活動が活発化すると指摘していた[5]。
  - 4月13日 火山活動を観測。溶岩ドームを形成する。
  - 4月16日 噴火。7段階ある噴火警戒レベルをレベル5に引き上げる[5]。
  - 4月17日 周辺地域の学校が休校[5]。
  - 4月19日 噴火[6]。大量の火山灰や水蒸気を噴き上げ、溶岩を流した[5]。メキシコ政府は、周辺住民約2万8000人に避難勧告を発令。大噴火となると約6万8000人に影響が出るとみられた。
  - 4月20日 噴き上げられたガスと溶岩が火口から1kmの地点まで達していると、メキシコ政府関係当局が発表[7]。
  - 10月27日 噴火。小～中規模の噴火を24時間に約70回観測。

- 2013年
  - 5月14日 噴火[8]。
  - 7月4日 噴火。周辺地域では火山性地震が観測され、航空便の欠航が相次いだ[9]。
- 2016年
  - 1月24日・25日 4回にわたって噴火。25日、この噴火で滑走路に降り積もった火山灰を除去するため、プエブラ国際空港が数時間閉鎖された[10]
- 2017年
  - 3月11日 噴火
- 2019年
  - 6月3日 噴火し「噴煙の高さは最高で1万1300メートル上空に到達した」と報道された。[11]
- 2020年
  - 1月9日 火山灰と溶岩を伴う激しい噴煙が確認された[12]。
- 2023年
  - 5月23日 噴火によりメキシコ・シティ国際空港が一時閉鎖され、周辺の300万人に避難準備情報が発される事態になる[13]。

## 登山史
1289年に現地の部族が登頂したという記録があるが、史実かどうかは疑われている。1519年にエルナン・コルテスの部下、ディエゴ・デ・オルダスら3人がヨーロッパ人として初めてポポカテペトル山に登頂した。